# Volkshochschule Jena

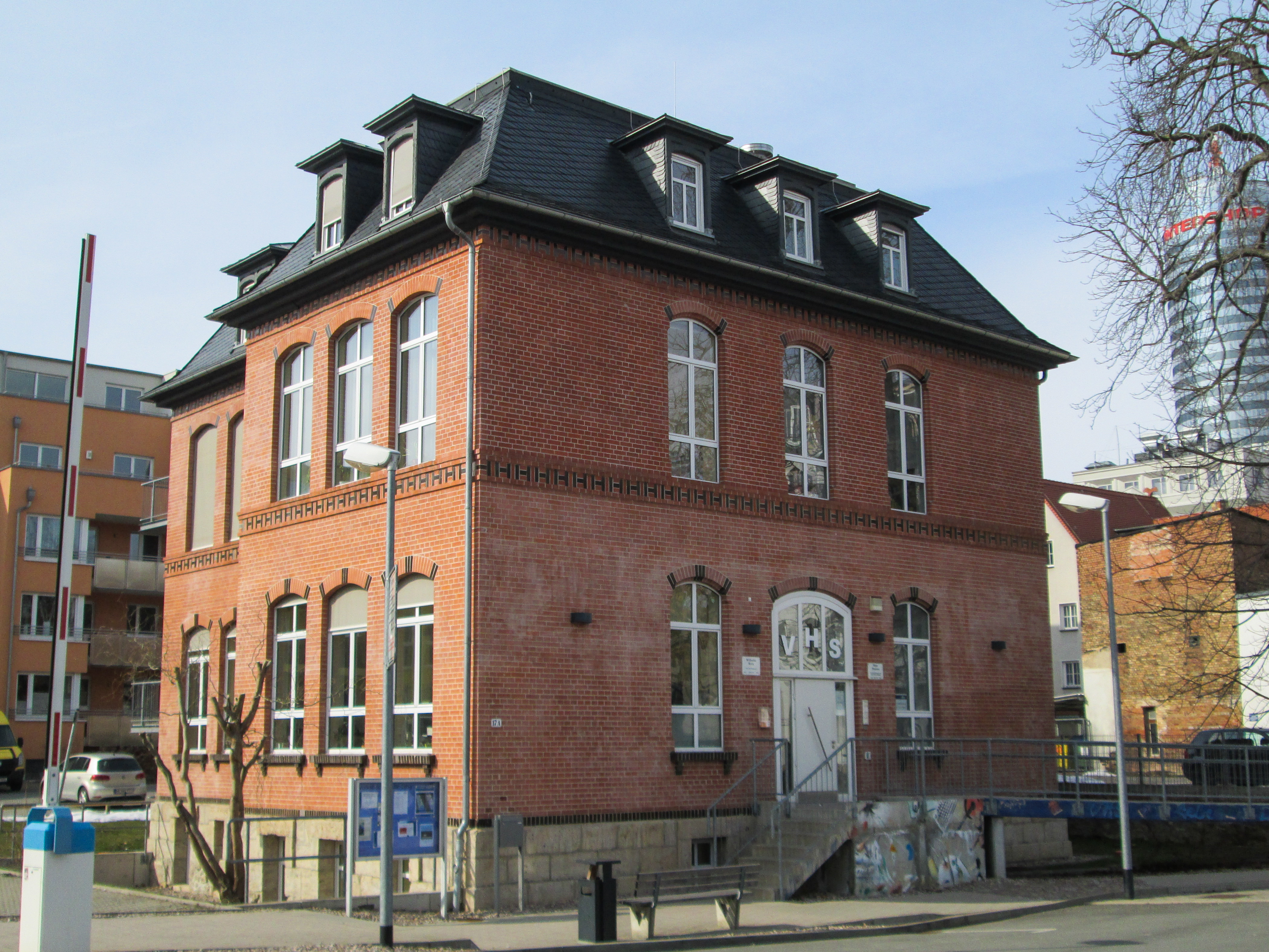
Volkshochschule in Jena

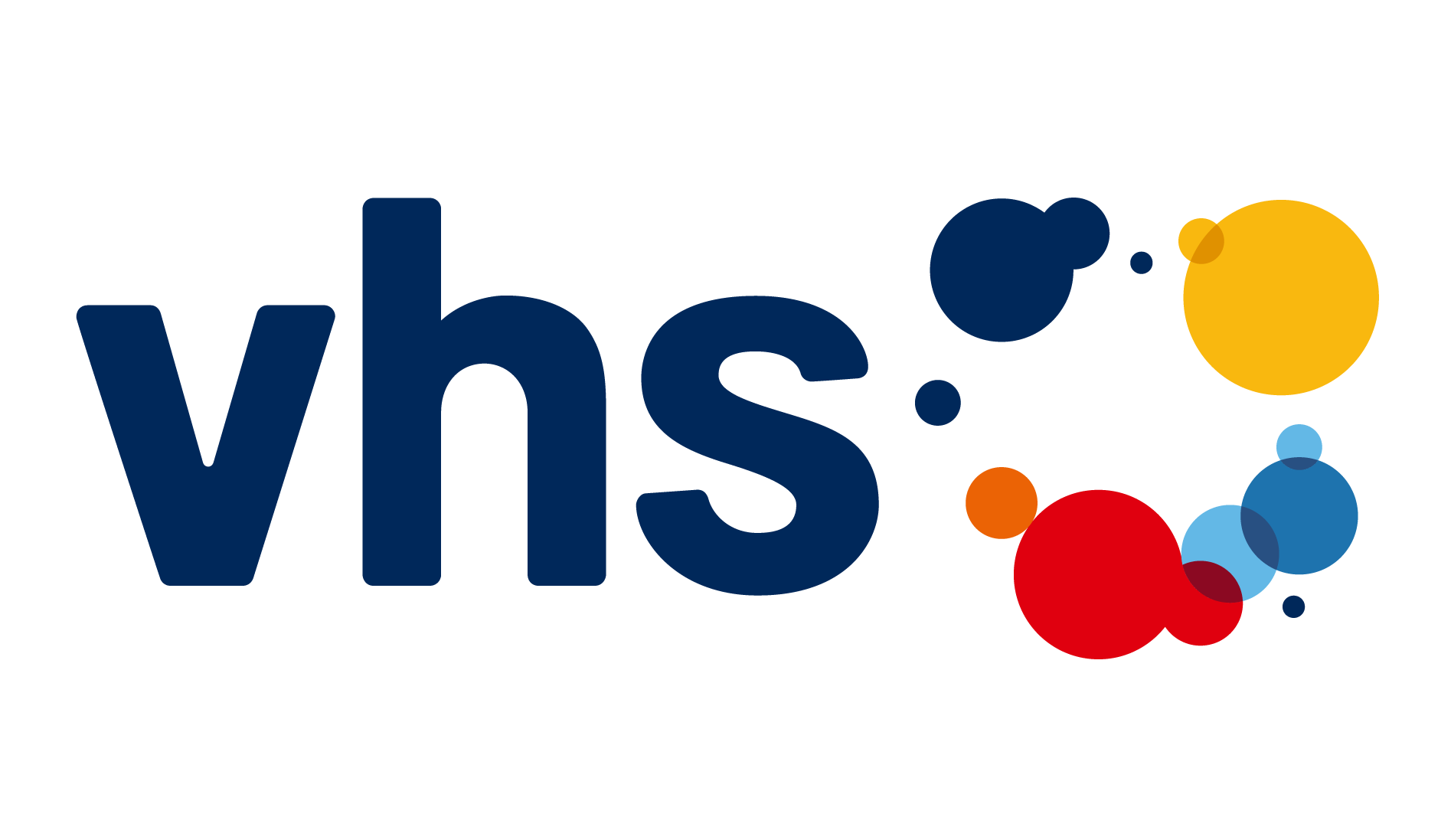
Logo des Deutschen Volkshochschul-Verbandes und auch der VHS Jena

Die Volkshochschule Jena ist eine Erwachsenen- und Weiterbildungseinrichtung für alle Bevölkerungsgruppen.
1919 wurde unter der Leitung von Wilhelm Flitner die Abendvolkshochschule in Jena eröffnet. 1946 fand die Wiedereröffnung der Volkshochschule Jena statt, 1990 wurde sie schließlich in kommunale Trägerschaft übernommen.
Rund 400 Kursleiter sind an den 30 Standorten der Volkshochschule Jena tätig. Das Kursangebot umfasst jährlich rund 900 Kurse und Einzelveranstaltungen mit etwa 19.500 Unterrichtseinheiten in den Fachbereichen Politik, Gesellschaft, Umwelt / Kultur und Gestalten / Gesundheit / Sprachen / Arbeit und Beruf, EDV / Schulabschlüsse, Grundbildung. Weiterhin erfolgen Lehrgänge für Studienanfänger, zum Nachholen von Schulabschlüssen, zur Alphabetisierung, in der Projektarbeit, für Studienreisen und Exkursionen. Es werden 21 Fremdsprachen unterrichtet, wobei die Entwicklung zu kurzfristigen, kompakten und modular aufgebauten Kursen geht.
Die Stadt Jena als Träger der Volkshochschule ist Mitglied im Thüringer Volkshochschulverband e.V. Dieser vertritt die Interessen der 23 Thüringer Volkshochschulen im Landeskuratorium für Erwachsenenbildung.